# 楊希震 (崇禎進士)
楊希震（16世紀—1644年），字心起，北直隸大名府長垣縣人，明朝政治人物。

## 生平
楊希震是崇禎十二年（1639年）順天鄉試舉人，次年（1640年）聯捷進士，獲授堂邑知縣，在荒年拿出盈餘四萬八千兩賑災。歸里時發生甲申之變，大順政權派出縣令李伯元來到，楊希震就聯合壯士計劃誅殺對方，但事情洩露，李伯元執拿他到城樓要脅供出共謀；他大罵對方，因此被斬首，可是他的身體再次躍起，彷彿像要擊倒敵人，大順官員大驚，把他的頭擲出城外，白虹貫天，很久才散去久，入祀鄉賢祠。

## 引用
1. 1 2  嘉慶《長垣縣志·卷十一·人物記》：楊希震，字心起，崇禎庚辰進士。授堂邑知縣，歲大旱，力請蠲積逋四萬八千有奇；歸里值甲申之變，闖賊遣偽官至，希震結壯士謀誅之，事洩偽令李伯元執之坐城樓，令供共謀者。希震大罵，賊斷其頭，身仆復躍起，若擊賊狀；賊大驚擲之城外白虹亘天，久之方散，祀鄉賢。
2. ↑  嘉慶《長垣縣志》·卷四·選舉志：崇禎十二年己卯科……（舉人）……楊希震 聯捷
3. ↑  錢海岳《南明史·卷九十·列傳第六十六》：楊希震，字心起，長垣人。崇禎十三年進士。授堂邑知縣。時大暵，蠲逋四萬八千餘金，致仕歸。北京亡，令至，結壯士謀斬之。事洩，迫指同謀，極罵遇害。首斷身仆，又躍起若將擊寇者。寇大驚，擲之城外，白虹貫天，久之乃散。